# 革命
在政治学中，革命指在当民众反抗政府时，政治权力和政治组织的根本性相对突然地发生改变，通常是由于感知到压迫（政治、社会、经济）或政治无能 。人們在改造自然和改造社會中所進行之重大變革:5291。在马克思主义史观的定义中，“革命”通常指一个阶级推翻另一个阶级，譬如资产阶级推翻封建阶级、无产阶级推翻资产阶级等，表示一種政治制度的改變。而在社會科學領域，特別是社會學、政治學和歷史學等學門，社會經濟革命和政治革命受同等程度的研究。
人們常將政治革命與舉事（武裝起義）和暴力革命做聯想，但不是所有的政治革命都以武裝起義的形式進行，也不是所有成功的政治革命都涉及民間的暴力革命活動，因此革命與武裝起義並非同義詞，像是東歐劇變中多數成功民主化的東歐國家，其革命都是以非暴力的形式進行的，像是1991年波羅的海國家的歌唱革命導致蘇聯解體、捷克斯洛伐克的天鵝絨革命以及東德的週一示威等等，都被認為是東歐劇變中非暴力革命活動的例子。

## 詞源
在漢語中，古代以王者受命於天，故稱王者易姓、改朝換代為“革命”:5291。比喻指改朝換代，例如：商湯推翻夏朝的行爲與周武王推翻商朝的行爲称为“湯武革命”（湯放桀，武王伐紂）。《周易·革卦·彖传》：“天地革而四时成，湯武革命，顺乎天而应乎人。”:5291《尚書·周書·多士》：「惟殷先人，有冊有典，殷革夏命」。古代中國人相信上天授權統治者管理天下，乃為“天命”。當統治者失德，不敬天，不法祖，不勤政，不愛民，弄得天怒人怨，天命就要更改，這就叫“革命”，即“革除天命”。革，變革；命，天命:5291。
革命在政治學上經常相對概念是「改革」，前者是對現行體制推翻或取代，後者則是體制內大規模修改，通常是有系統的計劃。现代“革命”一词，是英語的對應譯名，該名詞源自拉丁語，本意為「翻轉」。這個字在13世紀時，成為法語，並於14世紀進入英文。福澤諭吉在《西洋事情》（1866～70年）將「革命」用作英語的譯名，被中江兆民等人推廣。

## 定義
革命可以理解为：一个利益团体为争夺另一个利益团体的利益，从而产生的武装暴力手段。孫中山認為，革命意思與改造是完全一樣；先有一建設計劃，然後去做破壞之事，這就是革命之意思。

## 概念
在前工业时代传统思想观念裏，由于人、社会与自然都是神所创造，和谐共存，形成一种宁静秩序。如果自由民单方面依赖旁人，并且失去了“德（virtus）”，即个人利益与共同利益的统一，那么整个社会、单独的团体及个人，都会受到持续存在的堕落（corruption）的威胁。这就可以回到原点，由“乱”重新回归到“治”。实际上，我们从现代革命运动一直追溯到法国大革命，总是可以看到回归“旧秩序（公正、公平）”这样的要求。今天的新含义，是1789年后产生的观点。

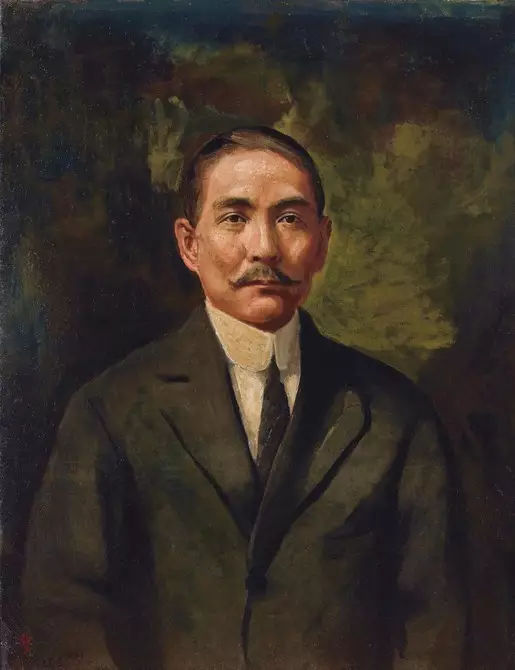
《孫中山像》 1921年 李鐵夫畫

“革命”在社会学以及日常口语中，通常表示一种极端、常带有暴力、对现存政治和交际关系社会变革（颠覆），它由创新者尽可能秘密组织团体发动，并得到大多数人支持。如果没有极端社会变革，僅由一个组织或者一个紧密联系的关系网发动，且只有较小群众基础，一般称这种行为为政变，或者有军队参与时称为“叛乱”，这时“革命”就成为一种辩解。
“革命”这个概念，还被用于没有在很短时间内发生的社会变革，例如全球范围持续千年的“新石器时代的‘革命’”，或者从英格兰扩展到整个欧洲大陆的，发生于1750到1850年间的“工业革命”，而这个“革命”又成为这段时期各个政治“革命”的前提条件。

## 類型差異
歷史上有過奴隸反對奴隸主之革命、農民反對地主階級之革命、資產階級革命和無產階級革命:5292。在工業層面上的重大革新，稱之為工業革命，通常指對當前工業或生產模式進行變革，即以新的機器例如蒸汽機取代舊有的人力，提升生產效率。
人們改造社會之重大變革，即社會革命:5291。一般而言，是指由下而上對當前制度進行根本上的變革。人們改造自然的重大變革有「技術革命」、「產業革命」等。社會革命是歷史發展之火車頭；它最深刻之根源是生產關係和生產力之矛盾:5291。相對於改革，則是由上而下的變革。例如在政治層面上，由下而上以暴力推翻君主專制，建立民主共和制，稱之為革命，但也有和平革命。當現存之生產關係成為生產力繼續發展之嚴重障礙時，就要求通過革命，改變舊生產關係以及維護這種舊生產關係之舊上層建築，即改變社會制度，解放被束縛之生產力，推動社會進一步向前發展:5291-5292。相反，由上而下從帝制推行君主立憲制，成立民主議會，稱之為改革。通常革命較激進劇烈，改革則較保守溫和。有論點認為在階級社會裡，社會革命是階級鬥爭之必然趨勢和集中表現，通常要使用暴力:5292。

## 觀點
- 孫中山認為，種族革命和政權革命不難，但社會革命則大不易，只有人民從事偉大事業才能實現社會革命。[8]革命是不得已而為，是破壞之事業。[9]

- 錢穆認為，其實革命本質應是推翻制度來遷就現實，決非推翻現實來遷就制度。我們此刻，一面否定傳統制度背後一切理論根據，一面忽略現實環境裏一切真實要求。所以我們此刻之理論，是蔑視現實，所想望之制度，也是不設實際。「若肯接受已往歷史教訓，這一風氣是應該警愓排除的」[10]。

- 蔣經國認為，所謂革命是推翻舊制度，建立新制度，推翻舊不合理，創立嶄新合理，所以革命負有創新之任務。「革命者的犧牲，不是毀滅，而是再生。」[11]

- 毛泽东认为，革命是暴动，是一个阶级推翻另一个阶级的暴烈行动。[12]

## 延伸詞彙
- 《易经》“天地革而四时成，汤武革命，顺乎天而应乎人，革之时义大矣。”
- 《國父　孫中山》“革命尚未成功，同志仍需努力”
- 《毛泽东语录》：革命不是請客吃飯 （页面存档备份，存于）

## 外部連結
- 趙鼎新：〈西方社會運動與革命〉 （页面存档备份，存于）（2005）